# 劉渾
劉 渾（りゅう こん、元嘉16年（439年）- 孝建2年8月1日（455年8月29日））は、南朝宋の皇族。武昌王。文帝劉義隆の十男。字は休淵。

## 経歴
文帝と江修儀のあいだの子として生まれた。元嘉24年（447年）11月、汝陰王に封じられた。後軍将軍の号を受け、散騎常侍の位を加えられた。元嘉29年（452年）7月、武昌王に改封された。幼少の頃から凶暴で、よく護身の刀で側近を切りつけた。元嘉30年（453年）、劉劭が文帝を殺害して帝を称すると、劉渾は中書令に任じられた。この頃、劉渾は裸身で冠をつけないまま散騎省に赴き、戯れに彎弓を通直郎周朗に向けて射て、その枕に当てるという事件を起こした。孝武帝が即位すると、征虜将軍・南彭城東海二郡太守に任じられて、京口に駐屯した。
孝建元年（454年）6月、使持節・監雍梁南北秦四州荊州之竟陵隨二郡諸軍事・寧蛮校尉・雍州刺史に転じた。7月、劉渾は襄陽に到着すると、側近に檄文を作らせ、楚王を自称し、永光元年と元号を建てた。長史の王翼之が劉渾の書き付けを手に入れて、孝武帝のもとに送ると、孝武帝は劉渾を免官して庶人に落とし、皇族の籍から抜いて、身柄を始安郡に送って監視させた。
孝建2年（455年）8月、孝武帝は戴明宝を派遣して劉渾を詰問させ、自殺させた。劉渾の遺体は襄陽に葬られた。大明4年（460年）、母の江太妃の墓のそばに改葬された。泰始元年（465年）、明帝が即位すると、武昌県侯に追封された。

## 伝記資料
- 『宋書』巻79 列伝第39
- 『南史』巻14 列伝第4